# Флаги государства Сефевидов
Флаги Государства Сефевидов — флаги, существовавшие от создания государства Сефевидов до его падения.
Возникло централизованное государство Сефевидов со столицей в городе Тебриз. Как и другие государства, Сефевидское государство имело флаги, являвшиеся символами государства и власти, одними из основных атрибутов государства.

## Развитие государственных флагов
Архивные материалы государства Сефевидов не дошли до наших дней. Отдельные предметы, принадлежавшие к периоду правления этой династии, хранятся в личных или государственных музеях различных государств. Сведения об атрибутах государства Сефевидов можно найти в заметках, летописях того периода, в печатях указов сефевидских шахов, в записках, дневниках западноевропейских путешественников, написанных в период правления Сефевидов. По сообщению Ж. Шардена, флаг Сефевидов, как и военные флаги французов, был изготовлен из дорогих тканей в форме треугольника.
Этот флаг был одинаков как для конницы, так и для пехоты. На нём были изображены аяты из Корана, слова восхваления, меч Зульфугара имама Али и рисунок «лев и солнце». Одной из основных задач армии была охрана великого флага. Лицо, исполняющее эту обязанность, называлось алемдарбашы.

### Использование мотива льва совместно с солнцем
Использование мотива льва совместно с солнцем имело астрологическое значение, уходящее корнями ещё в культуру древней Месопотамии. Согласно астрологической традиции, распространённой от Месопотамии и Египта до Греции и Рима и господствующей в средние века во всём исламском мире, солнце, луна и все звёзды солнечной системы были связаны с одним из животных, включённых в состав 12 знаков зодиака. Взаимосвязь солнца со львом стала причиной их совместного использования. В Древнем Египте солнце было известно как дом зодиака льва. По сообщению Ф. М. Кёпрюлю, на монетах, чеканенных анатолийским сельджукским султаном Гияседдином Кейхосровом (1236—1246), были изображены солнце и лев. Также на медных монетах, чеканенных правителями Ильханата Мухаммедом Олджейту и Абу Саидом, были изображены солнце и лев.
Описывая «Белый дворец» эмира Тимура в городе Кеш, Руи Гонсалес де Клавихо указывает, что на входной двери был изображён лев на фоне солнца. По его мнению, мотив льва и солнца был гербом принца, свергнутого Теймуром в Самарканде. На портале входной двери, сооружённой в 1627 г. и дошедшей до нас Самаркандской медресе, имелось изображение солнца и льва. По мнению Ф. М. Кёпрюлю, вероятно, Эмир Теймур, завоевавший Иран, чтобы показать, что он является наследником Эльханидов, перенял мотив льва и солнца. Даже на монетах, чеканенных Гылынч Арсланом, сыном Ахмеда, являвшегося братом Кара Османа, правителя Ак-Коюнлу, управлявшего Эрзинджаном после Тимуридов, имелось изображение льва с солнцем.

## Флаги государства Сефевидов во время шаха Исмаила (1501—1524)
В период правления Шаха Исмаила (1501—1524) астрологический мотив льва и солнца не использовался на флагах государства Сефевидов. В источниках того периода и миниатюрах не встречаются изображения солнца и льва на флагах периода правления Шаха Исмаила и Шаха Тахмасиба. Тот факт, что среди сефевидских флагов, захваченных в результате победы Султан Селима 23 августа 1514 года в Чалдыранской битве и сегодня хранящиеся в дворцовом музее Топкапы, нет изображения льва и солнца, лишний раз подтверждает вышесказанное.
Иранский исследователь Н. Нури, основываясь на сведениях «Шахнаме» Гасыми Гюнабади, пишет, что в период Шаха Исмаила существовали зелёные флаги с изображением луны. Эту мысль подтверждает и американский исследователь А. Ш. Шахбази. В своей статье «Флаги Ирана» он указывает на наличие в период Шаха Исмаила зелёных флагов с изображением луны. Действительно, в исторической поэме I асыма 1 юнабади «Шах Исмаил-наме», завершённом в 1533 году и представленном Шахом Тахмасибу, подтверждается наличие в период Шаха Исмаила зелёного флага с изображением луны и солнца. Наличие зелёного флага сефевидского правителя, происхождение которого предположительно возводится к пророку и принявшего шиизм в качестве официального течения, естественно. Потому что, в тот период, когда на всём Ближнем Востоке зелёный цвет был принят в качестве знака семьи пророка, сеиды среди народа выделялись именно зелёными повязками и подпризником.
В труде Гази Ахмеда Гуми «Краткая история» указывается на наличие в период шаха Исмаила у государства Сефевидов зелёных знамён.
В труде «История шаха Исмаила» из сведений относительно флага Сефевидов становится ясно, что на одном из флагов Шаха Исмаила, изготовленном из белого кумачабыли отражены выражения из 13-го аята 61-й суры Корана («Сеф») «насрун-миналлахи ва фатхун гариб» («Помощь от Аллаха приближает успех») и его краткая форма «насрун-миналлахи» («Помощь от Аллаха»).
Из миниатюр Муина Мусаввира в произведении «История шаха Исмаила» видно, что среди боевых флагов Сефевидов также существовал и белый флаг с коричневой каймойв треугольной форме, на котором были написаны слова «йа Али мадад».
Интересно, что белые сефевидские флаги были не только в период Шаха Исмаила, но и в XVII — начале XVIII веков. Интересно, что среди настенных рисунков дворца Чехелсутун в Исфахане, нарисованных известными художниками в период правления шаха Аббаса II в 1647—1650 годы, особенно отображающих Чалдыранское сражение, также нашли отражение пятиконечные белые флаги Сефевидского государства.
В марте 1590 года, в связи с подписанием османо-сефевидского Стамбульского мира шах Аббас I отправил своего племянника Гейдара Мирзу в Стамбул. В миниатюре, посвящённой произведению османского поэта Махмуда Абдулбаки (Баку), который хранится в «Метрополитен-музее» в Нью-Йорке, нашло отражение сцена встречи Гейдара Мирзы в Стамбуле. В этой миниатюре был изображён пятиугольный формы флаг Сефевидского государства из белого кумача с красной каймой с изображением меча Зюльфигара имама Али.
Англичанин Джон Фрайер, побывавший в 1677 году во дворце сефевидского правителя Шаха Сулеймана (1666—1694), видел своими глазами сефевидский флаг и описал его в своём труде «Новый отчёт о Восточной Индии и Иране».
Он пишет: «Вместо того, чтобы выйти в поход против своих врагов, Шах Сулейман предпочитает жить под флагом из белого кумача, на котором изображён двухконечный широкий окровавленный меч». Несомненно, меч, описываемый путешественником, — это меч Зуль-фугара имама Али. На 358-й странице своего сочинения он отмечает, что меч действительно был мечом Зуль-фугара, принадлежащим имаму Али. Это ещё раз подтверждает, что среди флагов государства Сефевидов, наряду с аятами из Корана, написанными па белом кумаче, были и флаги с изображением меча Зульфугара имама Али.
Наличие среди миниатюр периода Сефевидов изображений белых, красных и фиолетовых флагов с луной и звездой, а также настенных рисунков Чехельсутунского дворца в Исфагане, нарисованных известными художниками по указу Шаха Аббаса II в 1647—1650-х гг., подтверждают гот факт, что среди флагов государства Сефевидов были и цветные флаги с изображением полумесяца и восьмигранной большой звезды (Солнце). Мирза Аббаслы, ссылаясь на «Джаханарайи-Шах Исмаил Сафави», пишет, что в 1508 г. «Шах Исмаил с флагом, на котором были изображены луна и звезда, приблизился к Багдаду. Население Ирака вышло поспешно его встречать».
В работе Гиясаддина Хондамира «Хабибус-сийар» имеется миниатюра, отображающая победу шаха Исмаила I над Аггоюнлу с изображением знамени победы.
В миниатюре «Коюн Олуми», отражающей переправы сефевидской армии через реку Куру, отображён красный флаг Сефевидов с изображением луны и восьмигранной звезды (солнце). Из миниатюр Муина Мусаввира, нарисованных для книги «История шаха Исмаила Сефеви», видно, что среди боевых флагов Сефевидов были и треугольные красные флаги — символ кызылбашства.

### Флаги государства Сефевидов во время правления шаха ТахмасибаI (1524—1576)
На флагах и монетах, чеканенных в период Шаха Тахмасиба I (1524—1576), изображены солнце и золотой овен. Согласно сведениям в «Тарих-и джахан-ара», это было напрямую связано со взаимосвязью солнца со знаком зодиака овна, что в очередной раз подтверждает, что этот мотив имел астрологическое значение, был непосредственно связан со звёздным календарём правителя.
То, что в период Шаха Тахмасиба I (1524—1576) флаги Сефевидов были красными, подтверждает и венецианский дипломат Микеле Мембре, побывавший в 1539 году в сефевидском дворце в Тебризе. М. Мембре, наблюдавший движение сефевидских войск из Маранда в Марату, пишет: «Когда шах едет верхом, около пеших идут перед ним; их зовутшатыр. Каждый из них носит белые суконные штаны, укороченные до колен. Они носят брюки, на головах у них перья, а перед поясом колокольчик. Такие люди всегда сопровождают его министра Гази Джахана, сейидов из Уску и Корчибаши, а иногда и его брата Бахрам-мирзу. Впереди несут знамёна, который они называют алам, что представляет копьё, к двум концам которого крепится широкая красная материя».
На вершине копья круг, и внутри этого круг а вырезанными и позолоченными медными буквами написано «Али вали Аллах; Ла илахаилла Аллах; Али вали Аллах ва Аллаху Акбар». Они носят их в руке верхом на конях. И все идут, около 5 или 6 проходят сколько знамён, сколько королевств. Под указанной надписью знамёна красного шёлка с двумя концами. Искендер бек Мюнши особо отмечает «солнечно блестящие флаги» Сефевидов. Согласно его сведениям, среди победоносных флагов Шаха Тахмасиба был флаг с изображением полумесяца под названием «йуйурук», что означало «скакать, совершать набег». В 1535 году Шах Тахмасиб, преследуя османскую армию, приближался к крепости Ван. Улема бей, узнав издали над сефевидским шахом блестящий флаг с полумесяцем, сказал Мухаммед паше о приближении Шаха Тахмасиба I с армией и бесполезности вступления с ним в бой.

### Флаг Сефевидов, хранящийся в нью-йоркском Метрополитен-музее
Сефевидский флаг из красно-фиолетовой цветной ткани, изготовленный в 1695 году учеником Исмаила Кашани, длиной в 179,1 и шириной в 88,9 м, с аятами из Корана, в настоящее время хранится в «Метрополитен-музее» в Нью-Йорке. Внутри крупной фигуры, находящейся в центре треугольного флага, написаны 110-я сура «Наср», наверху в фигуре справа — 172-й и 173-й аяты из 37-й суры «Саффат», внутри маленькой жёлтой фигуры по-арабски написано «Эй, открывающий двери», в центре и по бокам двухцветной фигуры также по-арабски написано «Победный флаг, история начала работы» и «Победный флаг, дарованный Аллахом, дата завершения работы 1107, работа ученика Исмаила Кашани», а внутри нижней фигуры по-арабски написано выражение «Эй, великий». Видимо, красный флаг Сефевидов применялся в качестве праздничного и победного флага.

### Флаги государства Сефевидов в период Шаха АббасаI (1587—1629)
На сефевидских флагах периода правления Шаха Аббаса (1587—1629) был запечатлён астрологический мотив льва и солнца. Солнце и лев были изображены даже на официальной печати на одном из указов шаха Аббаса I. По мнению Ф. М. Кёпрюлю, по-видимому, Шах Аббас I перенял астрологический мотив льва и солнца как продолжение древней традиции. Поэтому на чеканенных монетах и флаге размещалось изображение льва и солнца. На портрете Гусейнали бека Байата — главы большой посольской делегации, посланной в 1599 году Шахом Аббасом I в европейские страны, нарисованном в 1601 году фламандским художником, также изображены лев и восходящее солнце.

### Флаги Сефевидов в работах европейских путешественников и историков
Томас Герберт, сопровождающий посла Дермера Коттона, направленного в 1627 году в сефевидский дворец разрешить возникшую в Лондоне напряжённость между сефевидскими послами Робертом Шерли и Нагдали Беком, в своём труде «Путешествие в Иран в 1627—1629 гг.» отмечает, что «по полученным сообщениям, дед Шах Исмаила Шейх Джунеид изготовил новый флаг, на котором были звезда и разлёгшийся лев, на которого падали лучи солнца». По мнению А. Ш. Шахбази, это предположение Томаса Герберта является ничем иным, как удревлением сефевидского символа с изображением льва и солнца, потому что нет ни единого доказательства тому, что при Шахе Исмаиле существовали флаги с изображением льва и солнца.
Немецкий учёный и путешественник Адам Олеарий, посетивший в 1636 году государство Сефевидов, в своём дневнике, говоря о сефевидской армии, указывает, что на их флагах были изображены лев и солнце.
Он пишет: «С древности луна принадлежала персам, а солнце — грекам. Теперь же турки (Османы) получили луну, а Сефевиды — солнце, впереди которого лев». Французский путешественник Ж. Б. Тавернье тоже в своём дневнике, описывая медные монеты Сефевидов, указывает, что на одной стороне был изображён лев, несущий на спине солнце, а на другой — название города, где они были чеканены. По сведениям другого французского путешественника Ж. Шардена, в Сефевидском государстве наряду с боевыми флагами были и флаги, используемые в дни религиозных праздников. На этих треугольных флагах, изготовленных из дорогих тканей, были изображены меч Зульфугара имама Али или же лев и солнце. Флаги несалемдарбашы. По мнению Шардена, на медных монетах Сефевидов также были изображены лев и восходящее солнце.
Французский историк М. Гербет в своём произведении «Иранский посол перед Людовиком XIV» собрал документы и рисунки, связанные с посольской делегацией сефевидского посла, калантаре город Ереван Мухаммеда Рза бека, направленного в 1714 году Шахом Султаном Гусейном на переговоры во дворец короля Франции Людовика XIV. Среди них есть рисунки, на которых изображено приближение посольской делегации Мухаммеда Рза бека к Версальскому дворцу, где в руках у одного из членов делегации есть белый флаг со львом и восходящим солнцем.